# Río Agano

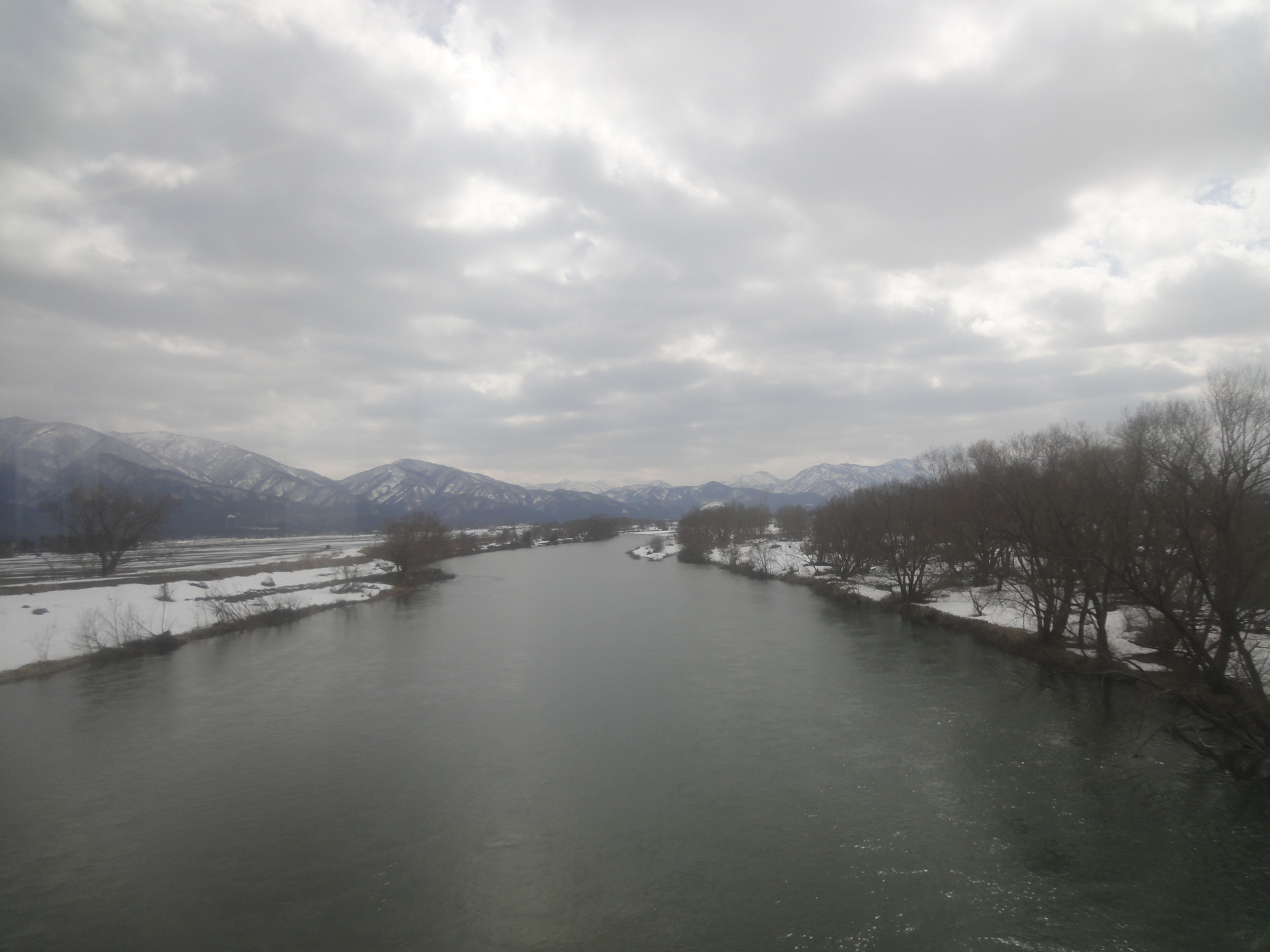
El río Agano en Gosen

El río Agano (阿賀野川 Agano-gawa?) es un río en región de Hokuriku en la isla de Honshu, Japón. También es llamado Aga o Ōkawa  en Fukushima. La fuente del río está en el monte Arakai, en la frontera entre las prefecturas de Fukushima y Tochigi. Fluye hacia el norte y se une con el río Nippashi, desde el lago Inawashiro, y el río Tadami de la cuenca de Aizu, y luego gira hacia el oeste y desemboca en el mar de Japón. El río Agano fluye por 210 kilómetros y tiene una cuenca de 7.710 kilómetros cuadrados.
En 1964-1965, una fábrica de productos químicos en la villa de Kanose en la prefectura de Niigata lanzó metilmercurio al río y causó la enfermedad de Niigata Minamata.